# 中落合 (神戸市)
中落合（なかおちあい）は、兵庫県神戸市須磨区の町名。一丁目から四丁目まである。郵便番号は654-0154

## 地理
須磨区に所属している。東は東落合に接する。西は西落合に接する。北は北落合、南は竜が台と接する。

## 交通
地下鉄・市バスが通っている。

### 私鉄・地下鉄
- 神戸市営地下鉄西神・山手線
  - 名谷駅

### バス
- 名谷駅前
- 名谷公園前

## 校区
市立小・中学校に通う場合、校区は以下の通りとなる
| 丁目 | 小学校       | 中学校       |
| ---- | ------------ | ------------ |
| 1    | 花谷小学校   | 東落合中学校 |
| 2    | 花谷小学校   | 東落合中学校 |
| 3    | 西落合小学校 | 西落合中学校 |
| 4    | 花谷小学校   | 東落合中学校 |

## 施設

### 一丁目

#### 施設
- 神戸市立落合児童館

### 二丁目

#### 交通
- 名谷駅
- 名谷駅前

#### 名谷駅中施設
- au
- 神戸気質 名谷店
- ファミリーマート Uライン名谷駅売店

#### 須磨パティオ

##### スーパー
- 魚喜 名谷店
- 本神戸肉 森谷商店 名谷店

##### 衣服
- POPUKAパティオ
- SM2 keittio 須磨パティオ店
- 大福呉服店須磨パティオ店
- ユニクロ 大丸須磨店

##### 家電
- Joshin

##### 飲食
- ドンク 須磨大丸店
- ゴディバ 大丸須磨
- レーブドゥシェフ 大丸須磨店
- トミーズ（Tommy's）
- グラッチェガーデンズ 須磨パティオ店
- ミスタードーナツ 名谷ショップ
- ケンタッキーフライドチキン 名谷店
- 海鮮三崎港 須磨パティオ店
- モスバーガー 須磨パティオ店
- ARCOBALENO KOBE須磨パティオ店
- クックデリ 御膳 須磨パティオ店
- 五穀七福 名谷店
- ボックサン 須磨パティオ店
- UCCカフェプラザ 名谷店

##### その他
- 無印良品 須磨パティオ

### 三丁目

#### 交通
- 名谷公園前

#### 飲食
- サイゼリヤ LUCCA名谷店

#### 法務局
- 神戸地方法務局 須磨出張所

#### 工業
- 神戸市環境局事業部 落合クリーンセンター

#### 施設
- 神戸市立北須磨文化センター

#### 公園
- 落合中央公園